# Schmack Biogas
 (octobre 2013).
Schmack Biogas est une entreprise allemande active dans le secteur de la méthanisation qui fait partie du groupe Viessmann.

## Historique
Schmack Biogas voit le jour en 1995, sur une initiative d'Ulrich Schmack, fils d'éleveurs ovins.
L'action fait un temps partie de l'indice ÖkoDAX. 
En 2009, l'entreprise est rachetée par le groupe Viessmann après avoir eu des problèmes de trésorerie.
En 2017, Schmack Biogas obtient le contrat pour la construction d'une usine de biométhane à Sourdun.
En 2021, Schmack Biogas s'associe avec SWEN pour investir 30 millions d'euros dans le but de créer des projets de biométhanisation.

## Activité
L'entreprise construit des installations de méthanisation, notamment en France.